# Unknown Memory
Unknown Memory è il primo album in studio del rapper svedese Yung Lean, pubblicato nel 2014.

## Tracce
Testi e musiche di Yung Lean.
1. Blommor (Intro) – 1:33
2. Blinded – 4:14
3. Sunrise Angel – 3:00
4. Yoshi City – 3:45
5. Ice Cold Smoke – 1:41
6. Dog Walk (Intermission) – 1:07
7. Don't Go – 3:56
8. Ghosttown (feat Travis Scott) – 5:10
9. Monster – 4:15
10. Volt – 3:13
11. Leanworld – 3:59
12. Sandman – 2:59
13. Helt Ensam (Outro) – 3:06